# Pierre Landry
Pour les articles homonymes, voir Landry.
Pierre Landry est un graveur et éditeur d'estampes français né en 1630 et mort en 1701.

## Biographie
Fils d'Abraham Landry, « Suisse de la garde de Son Altesse royale » (peut-être de Gaston d'Orléans), Pierre Landry semble naître en 1630.
Il épouse le 10 février 1654 à Saint-André-des-Arts Gabrielle Drouteau, fille d'un marchand pourpointier (sont notamment présents les graveurs Jean Humbelot et Nicolas Regnesson).
Il en a au moins neuf enfants: 
- Thomas (baptisé le 26 décembre 1654), mort en bas âge
- Alexandre (mai 1656), dont le parrain est l'éditeur d'estampe Alexandre Boudan, mort en bas âge
- Isamberte-Françoise, qui épouse en 1679 Étienne Michallet, imprimeur du roi, puis François de Villeneuve
- Marguerite (1660), dont la marraine est la femme de Nicolas Regnesson[2].
- Marguerite-Agnès (baptisée 14 septembre 1661), morte en bas âge
- Denis (baptisé 14 février 1666)
- Élisabeth (baptisée 24 avril 1667), morte en bas âge
- François, vers 1668
- Gabrielle, graveur, épouse le libraire François Jouënne

Vers 1656, il s'installe rue Saint-Jacques à l'enseigne du Château rouge (paroisse Saint-Benoît). Il déménage en 1661 non loin de là (mais paroisse Saint-Séverin), à l'enseigne du Bienheureux François de Sales (devenue Saint François de Sales après la canonisation, en 1665). Il est élu marguillier de sa paroisse en octobre 1672.
Veuf le 9 juillet 1693 (un inventaire après décès est réalisé, au cours duquel les planches de Landry sont prisées par Pierre II Mariette et Gérard Edelinck), il épouse le 11 novembre 1697 Élisabeth Louise de Huqueville, cousine de l'imprimeur-libraire Louis Josse. Il est inhumé à l'église Saint-Séverin le 12 décembre 1701.
Sa veuve se remarie avec Pierre Gallays, lui aussi éditeur et marchand d'estampes, qui reprend l'enseigne et le fonds de Pierre Landry.
Il eut pour élève François Langot.

## Sources
1. ↑  Notice autorité de la BnF
2. 1 2 3 4  Roger-Armand Weigert, Bibliothèque nationale, département des Estampes. Inventaire du fonds français. Tome 6. Labbé : La Ruelle, Paris, Bibliothèque nationale, 1973, 570 p. (ISBN 2-7177-0898-7)
3. 1 2 3 4 5 6  Maxime Préaud, Pierre Casselle, Marianne Grivel et Corinne Le Bitouzé, Dictionnaire des éditeurs d'estampes à Paris sous l'Ancien Régime, Paris, Promodis, 1986, p. 190-191
4. ↑  Marianne Grivel, Le Commerce de l'estampe à Paris au XVIIe siècle, Genève, Droz, 1986, p. 167.

- Ressources relatives aux beaux-arts :   - Bénézit
  - MutualArt
  - National Gallery of Art
  - RKDartists
  - Union List of Artist Names
- Notice dans un dictionnaire ou une encyclopédie généraliste :   - Deutsche Biographie
- Notices d'autorité :   - VIAF
  - ISNI
  - BnF (données)
  - IdRef
  - GND
  - Italie
  - Espagne
  - Belgique
  - Pologne
  - Portugal